# Asclepias notha
Asclepias notha är en oleanderväxtart som beskrevs av W.D. Stevens. Asclepias notha ingår i släktet sidenörter, och familjen oleanderväxter. Inga underarter finns listade i Catalogue of Life.